# Koeru (plaats)
Koeru (Duits: St. Marien-Magdalenen, tot in de 18e eeuw ook wel Koikel) is een plaats in de Estlandse gemeente Järva, provincie Järvamaa. Ze heeft de status van groter dorp of ‘vlek’ (Estisch: alevik).
Tot in oktober 2017 was Koeru de hoofdplaats van de gemeente Koeru. In die maand ging de gemeente op in de fusiegemeente Järva.

## Bevolking
De ontwikkeling van het aantal inwoners blijkt uit het volgende staatje:
| Jaar            | 2000 | 2010 | 2011 | 2017 | 2019 | 2021 |
| --------------- | ---- | ---- | ---- | ---- | ---- | ---- |
| Aantal inwoners | 1248 | 1049 | 1178 | 960  | 932  | 1121 |

## Ligging
De Tugimaantee 25, de secundaire weg van Mäeküla naar Kapu, komt door Koeru. In de omgeving staat een zendmast van 349,5 meter hoog, de hoogste van Estland. Hoewel het bouwwerk doorgaans ‘zendmast van Koeru’ wordt genoemd, staat hij in het buurdorp Kapu.

## Kerk van Koeru
De kerk van Koeru, die gewijd is aan Maria Magdalena, is gebouwd in de tweede helft van de 13e eeuw, vermoedelijk in opdracht van de Cisterciënzer monniken van Kärkna. De wijding vond plaats in 1288. De parochie bestond, naast de directe omgeving van de kerk, die een apart landgoed vormde (Duits: Pastorat St. Marien-Magdalenen, Estisch: Koeru kirikumõis), uit 22 landgoederen of semi-landgoederen (een semi-landgoed was een deel van een landgoed dat economisch zelfstandig was). Afgezien van Vägeva, dat sinds 1990 bij de gemeente Jõgeva hoort, ligt het gebied van de parochie nu in de gemeenten Järva en Väike-Maarja. De kerk is een gotische hallenkerk uit zandsteen en veldsteen. Ze telt 576 zitplaatsen en is sinds 1526 luthers. Het altaar en de preekstoel zijn rond 1645 gemaakt door Lüdert Heissmann. De houtsnijder Christian Ackermann sneed rond 1700 de grote crucifix die in de kerk aan de wand hangt. Het orgel is in 1900 geïnstalleerd door Walcker Orgelbau in Ludwigsburg.
Tijdens de Grote Noordse Oorlog (1700-1721) staken Russische troepen de kerk in brand. In de jaren twintig van de 18e eeuw werd de schade hersteld en kreeg de toren een nieuwe spits. In 2019 werden bij een restauratiebeurt middeleeuwse decoraties teruggehaald.
Op het kerkhof ligt familie van Karl Ernst von Baer begraven.

## De plaats Koeru
In de buurt van de kerk liet de eigenaar van het landgoed Arroküll (Aruküla) in de jaren 1825–1832 een nederzetting bouwen. Deze kreeg de Duitse naam St. Marien-Magdalenen. Het centrum van de nederzetting was een herberg, die vanaf 1858 ook werd gebruikt als poststation. In de jaren 1959–1964 is het gebouw opgeknapt; daarna werd het gebruikt als kantine. Sinds 2013 is het pand een winkel. De nederzetting groeide uit tot vlek.
In Koeru staat het landhuis van het landgoed Aruküla. Het is gebouwd in de jaren zeventig van de 18e eeuw, toen de familie von Knorring het landgoed bezat. In de vroege 19e eeuw raakte het bij een brand zwaar beschadigd. Carl Friedrich von Toll, eigenaar sinds 1820, liet het landhuis herstellen. Na de onteigening van het landgoed in 1919 werd het gebouw een school. Enkele bijgebouwen zijn ook bewaard gebleven. 500 meter ten zuidoosten van het landhuis staat een kapel waarin leden van de familie von Toll zijn begraven.

## Geboren in Koeru
- Karel Voolaid (1977), voetballer en coach

## Foto's

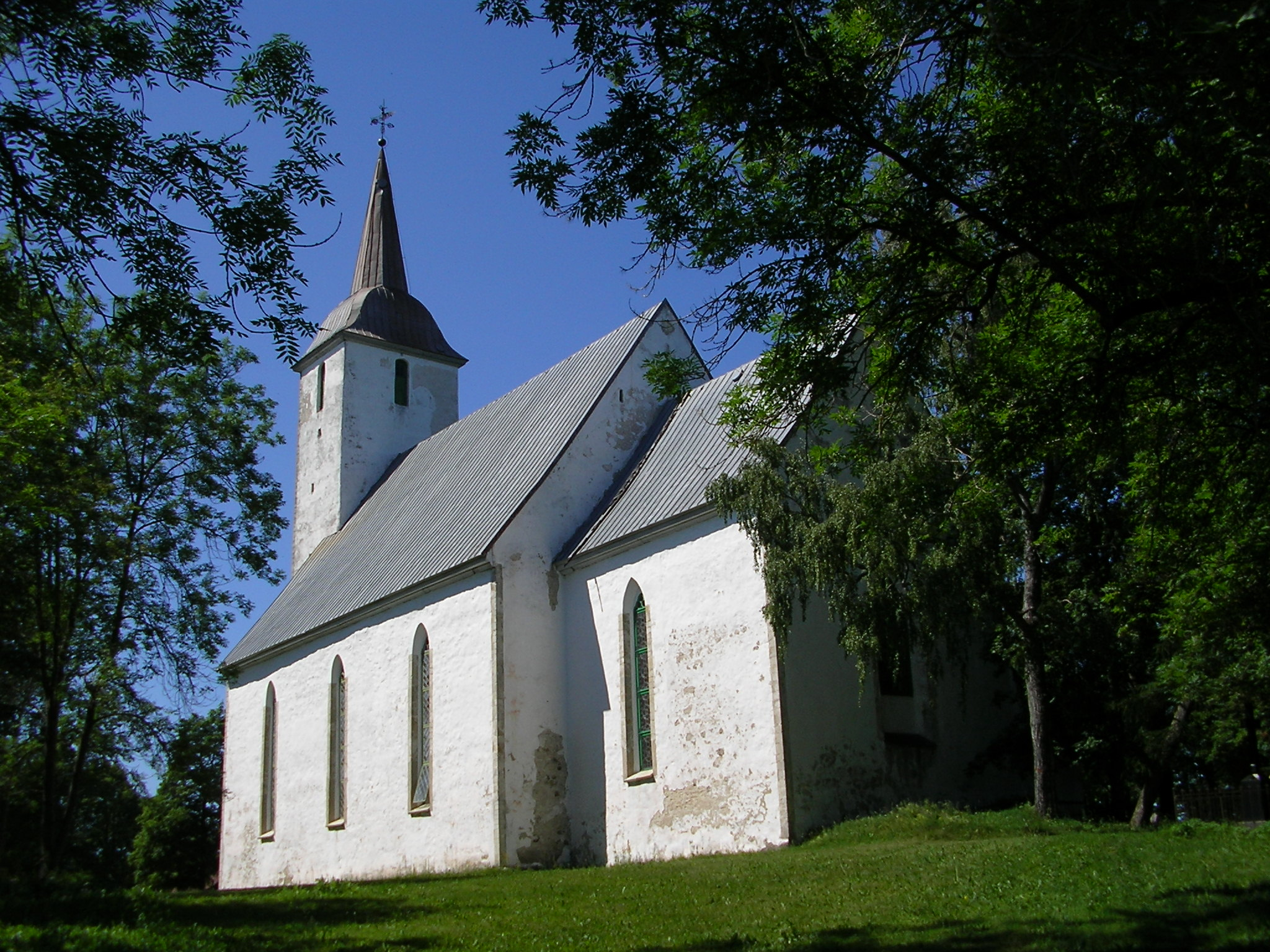
De kerk van Koeru
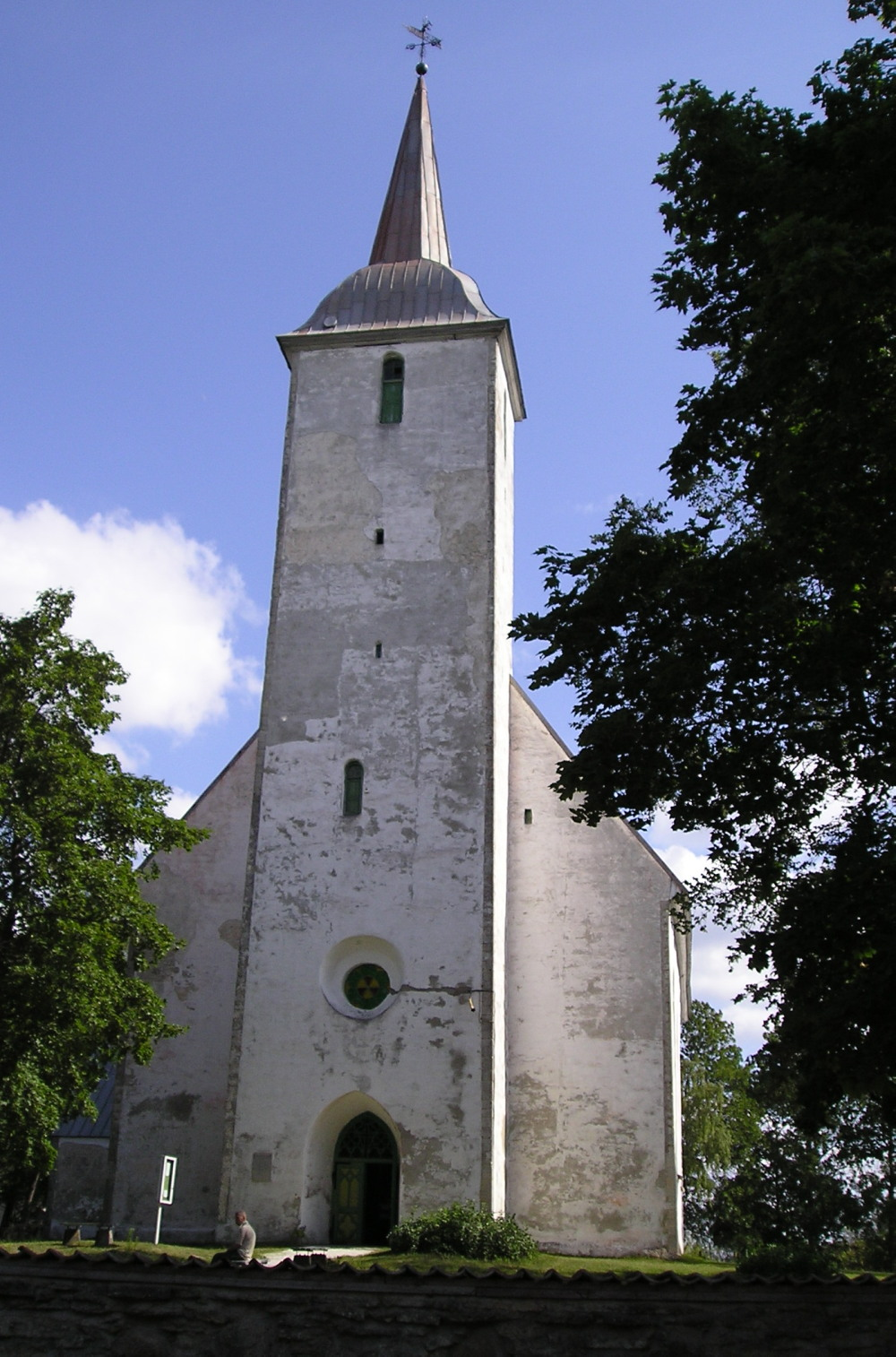
De toren
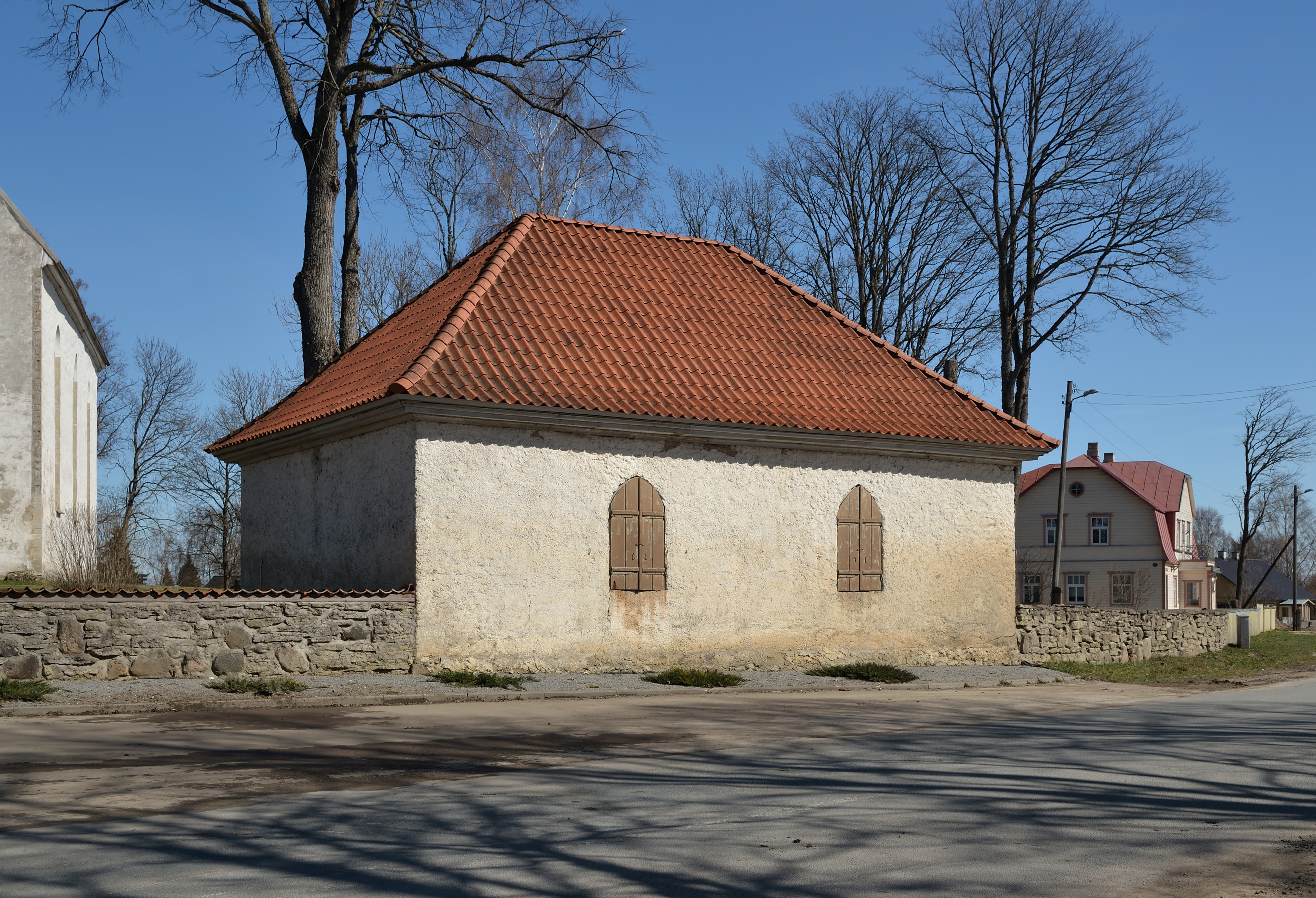
Kapel op het kerkhof
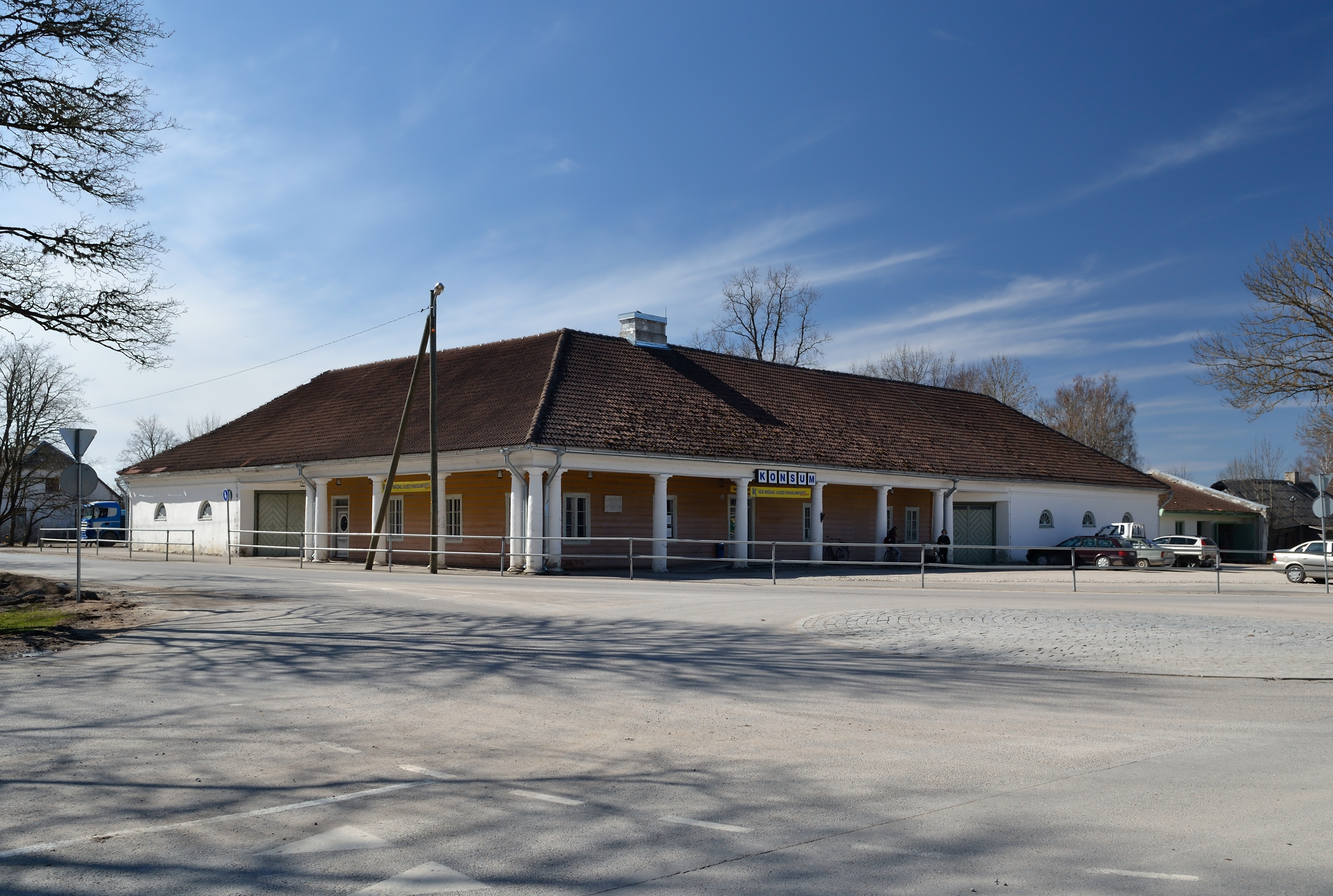
De herberg van Koeru
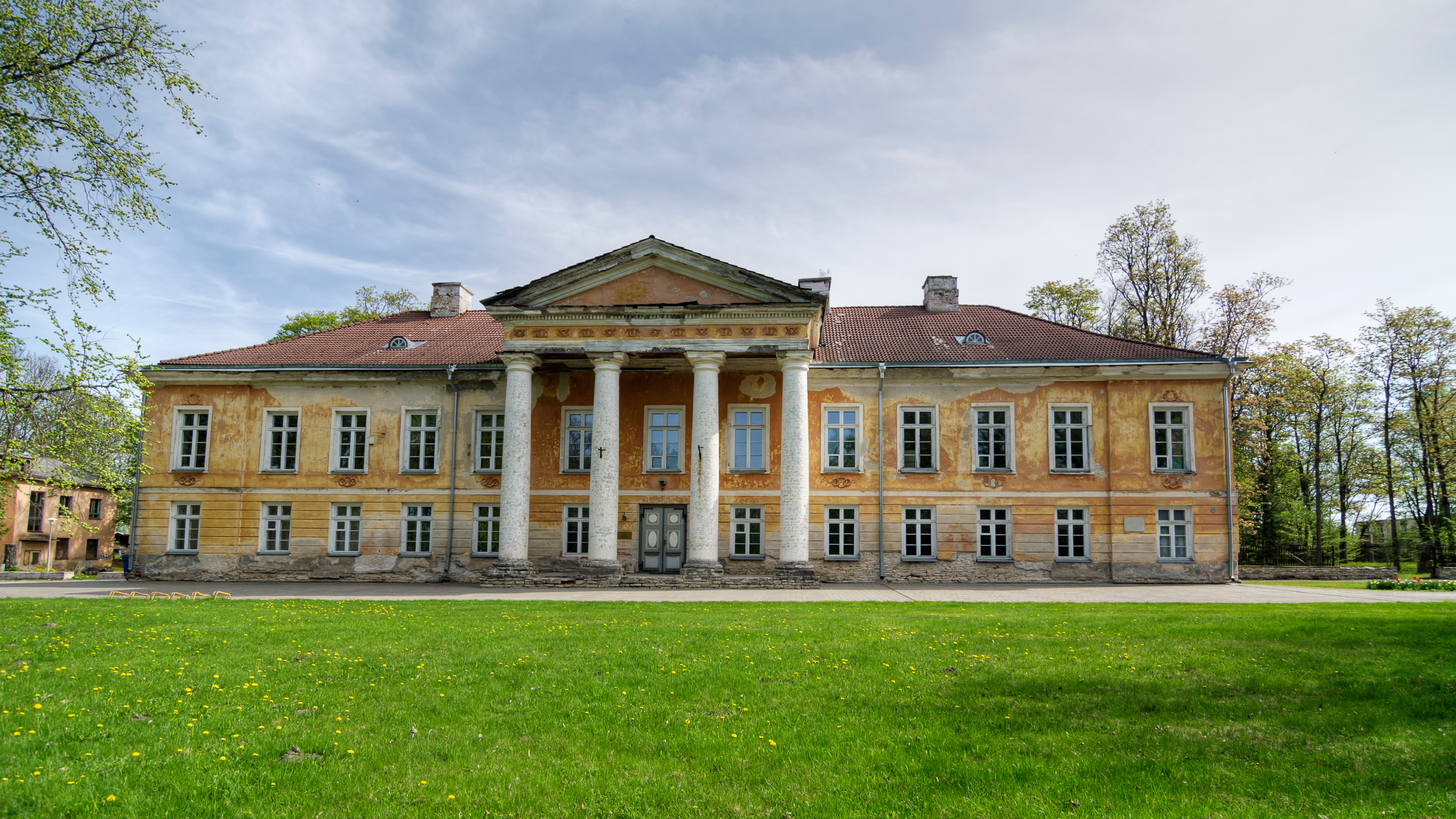
Het landhuis van Aruküla
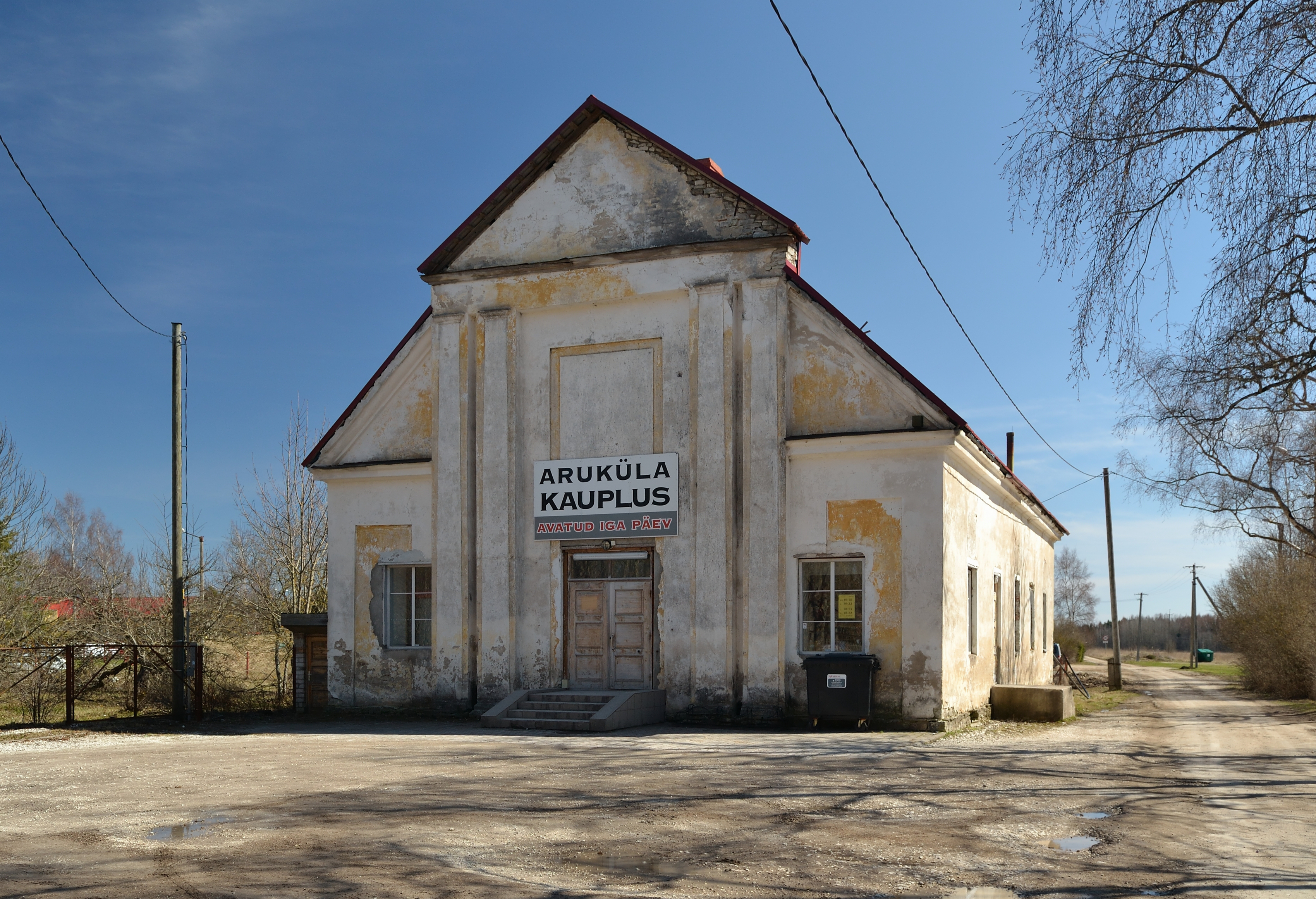
Graanschuur, in gebruik als winkel
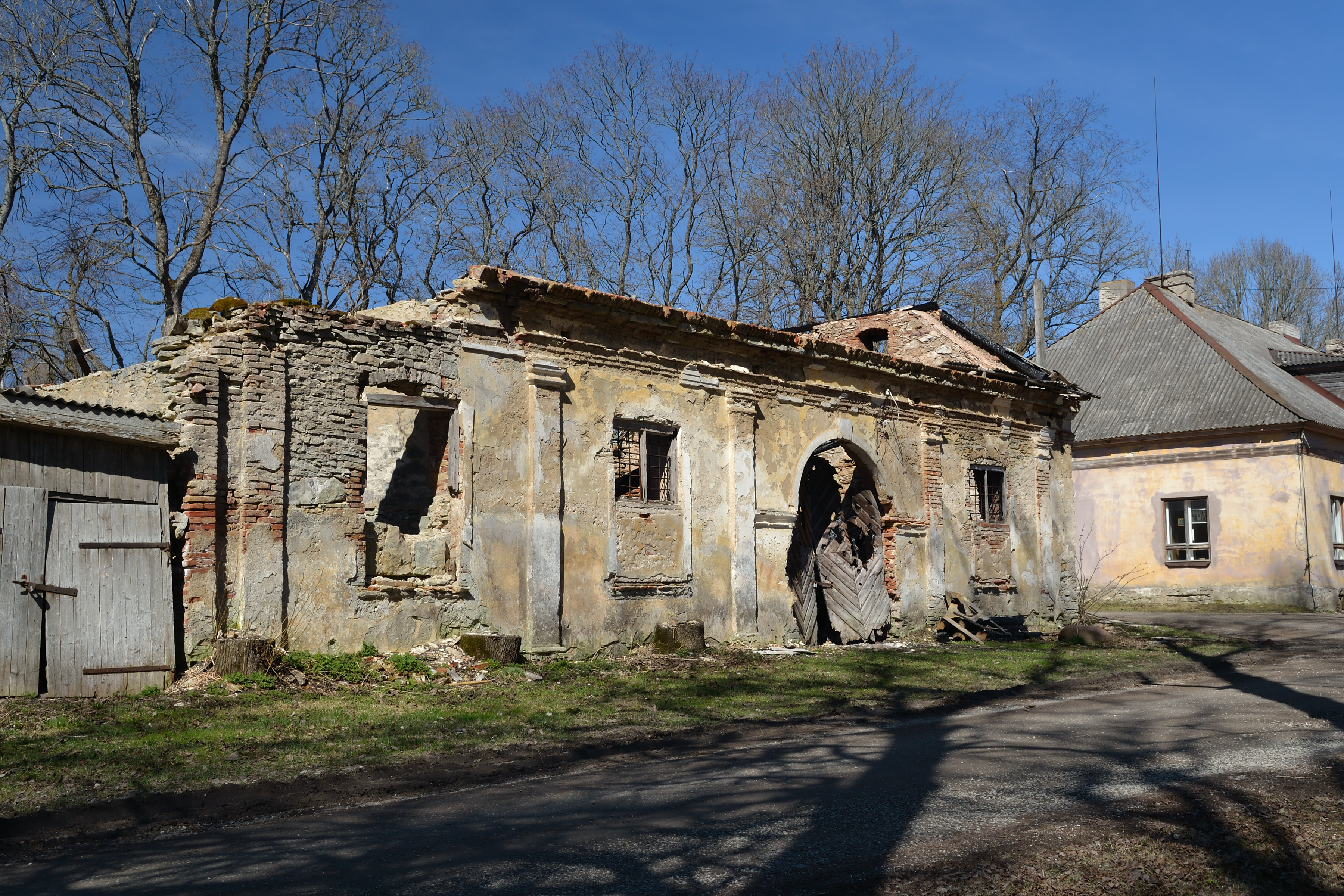
Restant van een koetshuis
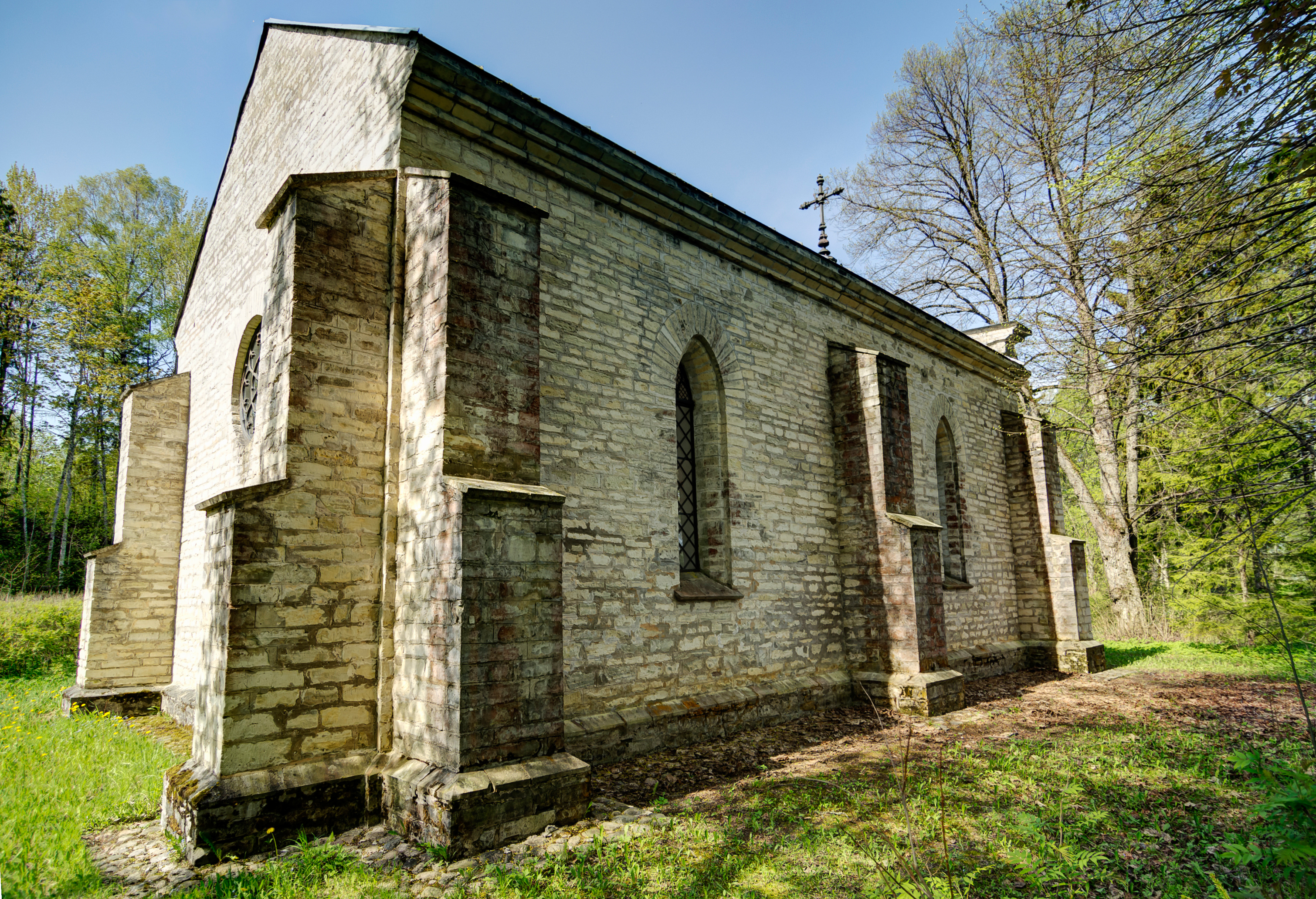
Kapel voor de familie von Toll
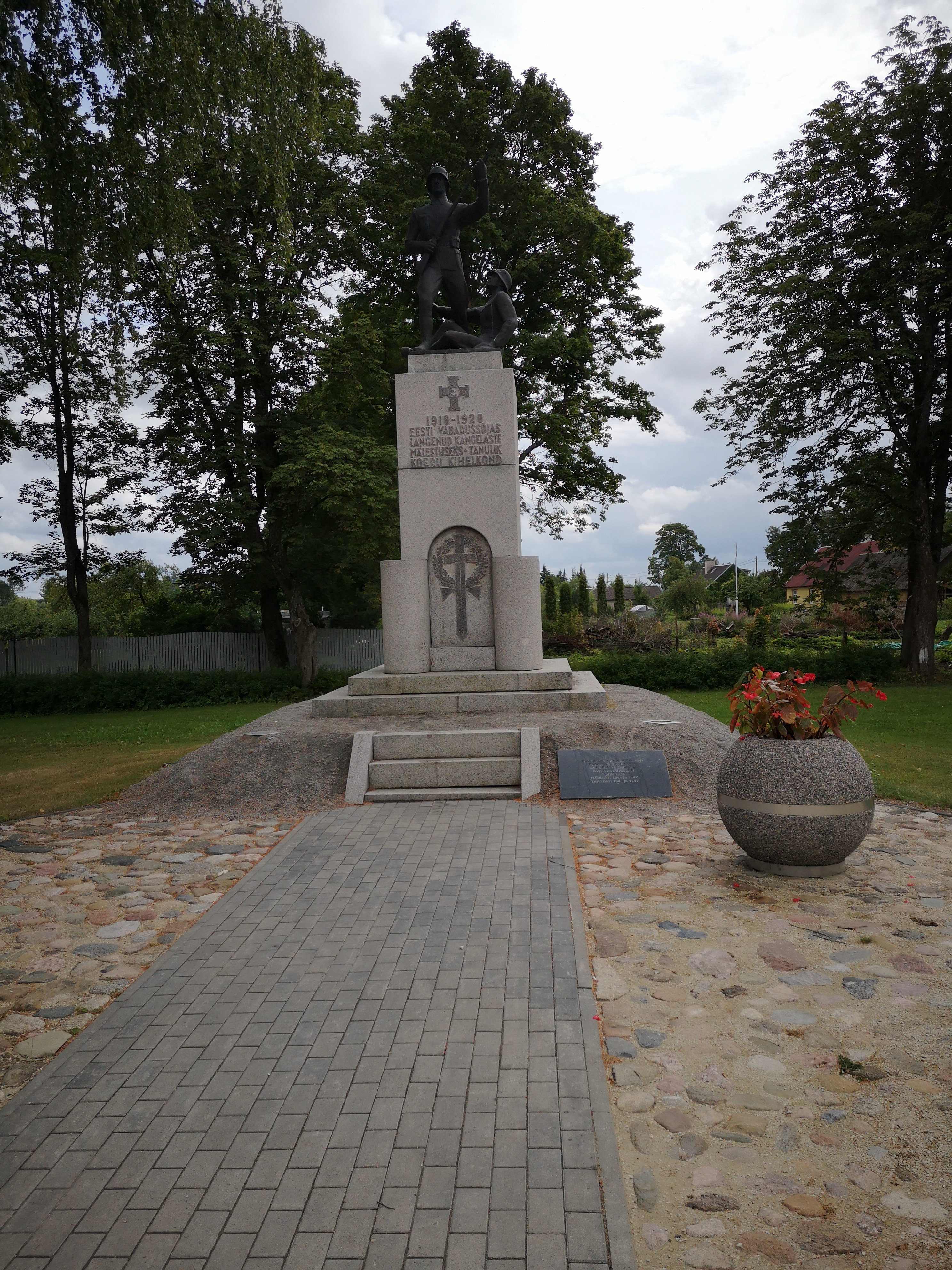
Gedenkteken voor de Estische Onafhankelijk-heidsoorlog